# Малкоец
Малкоец (мкд. Малкоец) је насеље у Северној Македонији, у западном делу државе. Малкоец припада општини Кичево.

## Географија
Насеље Малкоец је смештено у западном делу Северне Македоније. Од најближег већег града, Кичева, насеље је удаљено 20 km југозападно.
Малкоец припада историјској области Горња Копачка. Село је положено на северним падинама Илинске планине, док се ка западу тло спушта у долину реке Треске, која овде тече највишим делом свог тока. Надморска висина насеља је приближно 1.060 метара.
Клима у насељу је планинска због знатне надморске висине.

## Становништво
Малкоец је према последњем попису из 2002. године имао 35 становника.
Већинско становништво су етнички Македонци (94%), а остало су Срби.
Претежна вероисповест месног становништва је православље.